# Stormwatch
Stormwatch – dwunasty album studyjny brytyjskiej grupy Jethro Tull. Uznawany jest za ostatni z folk rockowej trylogii zespołu (chociaż wpływy muzyki folkowej są obecne na niemal wszystkich albumach Jethro Tull). Tematami poruszanymi w tekstach są zagadnienia związane ze środowiskiem, ropą naftową oraz pieniędzmi.
Jest to ostatni album grupy wydany w latach 70. Basista John Glascock, zmagający się z zapaleniem mięśnia sercowego (które doprowadzi do jego śmierci) grał jedynie w trzech utworach ("Flying Dutchman", "Orion" oraz "Elegy"). W pozostałych utworach na płycie partie gitary basowej grał Ian Anderson, natomiast podczas promującej album trasy koncertowej – Dave Pegg. Instrumentalny utwór "Elegy" został skomponowany przez Davida Palmera. W 2004 ukazała się zremasterowana wersja albumu, poszerzona o cztery dodatkowe utwory.
Album został wydany w Polsce w 1979 roku przez wytwórnię Tonpress.

## Geneza
Dun Ringill to pochodzący z epoki żelaza fort na wyspie Skye, który był rodową siedzibą klanu MacKinnonów. Przez pewien czas Anderson mieszkał w pobliskim Kilmarie House, który sprzedał w 1994. Sporran to rodzaj skórzanej torebki tradycyjnie noszonej do kiltu. Pozostałe utwory nawiązują do gwiazdozbioru Oriona oraz legendy o Latającym Holendrze.
Plotka głosi, że utwór "Elegy" został zadedykowany Johnowi Glascockowi, który zmagał się z zapaleniem mięśnia sercowego, co doprowadziło do jego śmierci krótko po wydaniu albumu. W rzeczywistości jest to elegia poświęcona ojcu Davida Palmera i jest jednym z nielicznych utworów, w których Glascock zagrał na basie. Autorstwo instrumentalnego utworu "King Henry's Madrigal" opublikowanego w wersji zremasterowanej albumu jest tradycyjnie przypisywane królowi Henrykowi VIII Tudorowi. Motyw ten prawdopodobnie został skomponowany dla pierwszej żony Henryka, Katarzyny Aragońskiej.

## Lista utworów
Wszystkie kompozycje zostały skomponowane przez Iana Andersona, o ile nie zaznaczono inaczej.
Strona A
| 1. | "North Sea Oil"                       | 3:12  |
|    |                                       |       |
| 2. | "Orion"                               | 3:58  |
|    |                                       |       |
| 3. | "Home"                                | 2:46  |
|    |                                       |       |
| 4. | "Dark Ages"                           | 9:13  |
|    |                                       |       |
| 5. | "Warm Sporran" (utwór instrumentalny) | 3:33  |
|    |                                       |       |
|    |                                       | 22:42 |
|    |                                       |       |
Strona B
| 1. | "Something’s on the Move"                    | 4:27  |
|    |                                              |       |
| 2. | "Old Ghosts"                                 | 4:23  |
|    |                                              |       |
| 3. | "Dun Ringill"                                | 2:41  |
|    |                                              |       |
| 4. | "Flying Dutchman"                            | 7:46  |
|    |                                              |       |
| 5. | "Elegy" (utwór instrumentalny, David Palmer) | 3:38  |
|    |                                              |       |
|    |                                              | 22:55 |
|    |                                              |       |
Utwory bonusowe
W wersji zremasterowanej pojawiły się utwory wydane wcześniej w zestawie 20 Years of Jethro Tull:
| 1. | "A Stitch in Time"                                               | 3:40  |
|    |                                                                  |       |
| 2. | "Crossword"                                                      | 3:38  |
|    |                                                                  |       |
| 3. | "Kelpie"                                                         | 3:37  |
|    |                                                                  |       |
| 4. | "King Henry's Madrigal" (utwór instrumentalny, król Henryk VIII) | 3:01  |
|    |                                                                  |       |
|    |                                                                  | 13:56 |
|    |                                                                  |       |

## Muzycy
- Ian Anderson: flet poprzeczny, gitara akustyczna, gitara basowa (z wyjątkiem utworów nr 2, 9 oraz 10), wokal
- Martin Barre: gitara elektryczna, mandolina, gitara klasyczna
- Barriemore Barlow: perkusja
- John Evan: fortepian, organy
- David Palmer: syntezatory, przenośne organy, aranżacje orkiestrowe
- John Glascock: gitara basowa w utworach nr 2, 9 oraz 10

Gościnnie:
- Francis Wilson: kwestie mówione w utworze nr 8
- Dave Pegg: gitara basowa w utworach nr 13 oraz 14